# تاكاهاما (آيتشي)
تاكاهاما مدينة تقع ضمن محافظة آيتشي في اليابان، تأسست في 12/1/1970، بلغ عدد تعداد سكانها في 1 يناير – 2008 حوالي 43467 مساحتها الإجمالية حوالي 13 كم٢ لتصبح كثافة سكانها 3344 نسمة لكل كيلو متر مربع.

## أعلام
- ريو ساكاكيبارا